# Phytobia colorata
Phytobia colorata är en tvåvingeart som beskrevs av Spencer 1977. Phytobia colorata ingår i släktet Phytobia och familjen minerarflugor. Inga underarter finns listade i Catalogue of Life.